# Elkie Brooks
Elkie Brooks, nata Elaine Bookbinder (Salford, 25 febbraio 1945), è una cantante britannica.

## Carriera
Ha iniziato la carriera negli anni '60, incidendo una cover di Something's Got a Hold on Me di Etta James e lavorando nella scena cabaret.
Dopo aver incontrato il polistrumentista e compositore Pete Gage, ha preso parte alla formazione del gruppo Vinegar Joe, attivo dal 1971 al 1974 e del quale faceva parte anche Robert Palmer.
Nel 1975 ha pubblicato, per la A&M Records, il suo primo album da solista Rich Man's Woman. Ha proseguito la sua intensa attività solista negli anni successivi. I singoli di maggior successo sono stati Pearl's a Singer (1977), Lilac Wine (1978), Don't Cry Out Loud (1978), Fool (If You Think It's Over) (1981) e No More the Fool (1986).
Nel 2003 ha pubblicato un album collaborativo con Humphrey Lyttelton.

## Discografia
- 1975 - Rich Man's Woman
- 1977 - Two Days Away
- 1978 - Shooting Star
- 1979 - Live and Learn
- 1981 - Pearls
- 1982 - Pearls II
- 1984 - Minutes
- 1984 - Screen Gems
- 1986 - No More the Fool
- 1988 - Bookbinder's Kid
- 1989 - Inspiration
- 1991 - Pearls III
- 1993 - Round Midnight
- 1994 - Nothin' but the Blues
- 1995 - Circles
- 1996 - Amazing
- 2003 - Shangri-La
- 2003 - Trouble in Mind (con Humphrey Lyttelton)
- 2005 - Electric Lady
- 2010 - Powerless

### Album dal vivo
- 1997 - The Pearls Concert
- 2005 - Don't Cry Out Loud

### Raccolte
- 1986 - The Very Best of Elkie Brooks
- 1997 - The Very Best of Elkie Brooks
- 2007 - The Silver Collection